# Hapkido
Hapkido (koreanische Aussprache: [hapk͈ido]; auch Hap Ki Do) ist eine koreanische Kampfkunst, die ihren Ursprung im japanischen Daitō-ryū Aiki-jūjutsu hat. Durch die Einflussnahme anderer Kampfstile entwickelte sich Hapkido zu einer eigenständigen Kampfkunst, die stilübergreifend durch einen umfassenden Lehrplan geprägt ist.
Besonders charakteristisch sind die zahlreichen Hebeltechniken, welche zusammen mit Wurf-, Tritt- und Schlagtechniken den Schwerpunkt in allen Hapkido-Stilen bilden. Einige Stile lehren ergänzend die Handhabung unterschiedlicher Waffen. Die Bewegungen im Hapkido werden vornehmlich kreisförmig und fließend ausgeführt.
Hapkido ist nach dem Taekwondo die populärste koreanische Kampfkunst und wird weltweit trainiert. Die Bezeichnung für einen Hapkido-Praktizierenden lautet Hapkido-in, wobei das Suffix „in“ der koreanische Ausdruck für „Mensch“ ist.

## Namensbedeutung

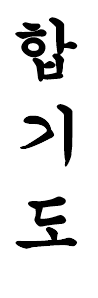
Hapkido auf Hangeul

Das Wort „Hapkido“ setzt sich aus folgenden Silben zusammen:
- Hap (kor. 합, 合) bedeutet „vereinigen“, „verbinden“ oder „abstimmen“ und steht hier für die Harmonie von Körper, Geist und Seele.
- Ki (기, 氣) bedeutet „Lebensenergie“ mit den drei Aspekten
  - innere und äußere Kraft (persönliche Ausstrahlung und körperliche Fitness)
  - Geistesgegenwart
  - seelische Ausgeglichenheit
- Do (도, 道) bedeutet „Weg“, „Prinzip“ oder „Lehre“.

Zusammen kann Hapkido beispielsweise mit „Weg der harmonischen Energie“ oder „Lehre der Entwicklung der Lebensenergie zu einem Gleichgewicht“ übersetzt werden.
Die japanische Lesart der gleichen Hanja lautet Aikidō, eine eigenständige Kampfkunst. Hapkido ist jedoch nicht aus dem Aikidō entstanden, sondern teilt mit ihm den gleichen Ursprung.

## Geschichte

### Die Anfänge

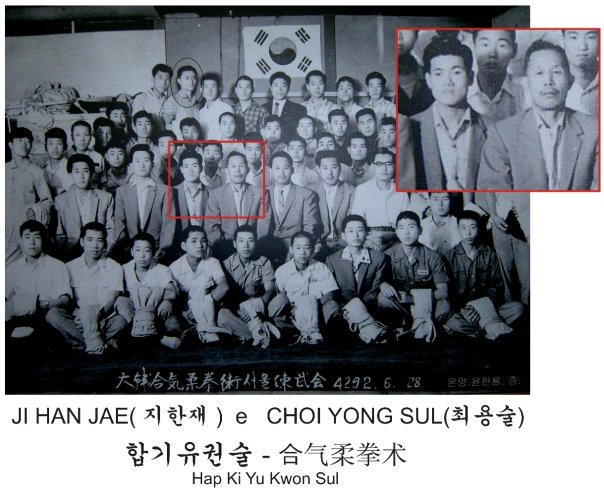
Die Meister Choi Yong-sul und Ji Han-jae auf einem Gruppenfoto

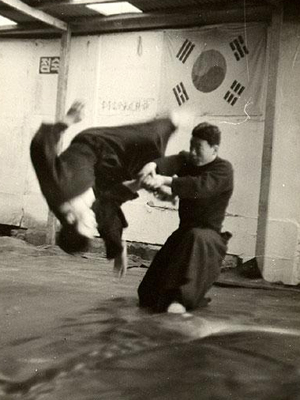
Hapkido in den 1960er Jahren in Südkorea

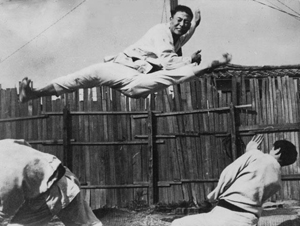
Ein Scherentritt (Gawi-Chagi)

Die Entwicklung des Hapkido nahm in den 1910er Jahren ihren Anfang, als Korea unter japanische Herrschaft fiel. Der Koreaner Choi Yong-sul (1904–1986) wurde nach eigener Erinnerung um das Jahr 1912 im Alter von etwa acht Jahren in die japanische Stadt Moji gebracht. In den folgenden Jahrzehnten, bis zum Ende der japanischen Herrschaft über Korea, lernte er laut eigener Aussage das japanische Daitō-ryū Aiki-jūjutsu unter dem Samurai Takeda Sōkaku (1859–1943). Während es nicht belegt ist, dass Choi wirklich direkt unter Takeda trainiert hat, ist es unbestritten, dass er Jiu Jitsu erlernte.
In diesem Zusammenhang erwähnenswert ist, dass unter Takeda auch Ueshiba Morihei (1883–1969), der Begründer des Aikidō, trainierte. Aus diesem Grund teilen Hapkido und Aikidō die gleichen Wurzeln.
Neben Choi hatten andere Koreaner in Japan Daitō-ryū Aiki-jūjutsu erlernt, unter anderen Chang In-mok (geboren 1912). Nachdem 1945 die japanische Kolonialzeit vorüber war kehrte er genau wie Choi in die koreanische Stadt Daegu zurück und lehrte dort einige Zeit lang Kampfkunst. Hauptsächlich war er Arzt der orientalischen Medizin und brachte im Gegensatz zu Choi nur wenige Schüler hervor.
Choi Yong-sul bezeichnete die Kampfkunst, die er erlernt hatte, zunächst als Yawara, die altjapanische Bezeichnung für Jūjutsu. Aufgrund seiner langen Aufenthaltszeit in Japan sprach er nach seiner Rückkehr nach Korea zunächst zu etwa 70 % Japanisch und nur zu etwa 30 % Koreanisch. Während er an den Techniken nichts oder nur sehr wenig veränderte, änderte er den Namen seiner Kampfkunst mehrmals. So nannte er sie Yu Sul (deutsch „weiche Technik“, dies ist die direkte Übersetzung von Jūjutsu ins Koreanische), Yu Kwon Sul („Weiche Fausttechnik“) und Hapki Yu Kwon Sul („Weiche Fausttechnik in Einheit mit Ki“).
Choi Yong-sul eröffnete am 12. Februar 1951 in Daegu zusammen mit seinem ersten Schüler Suh Bok-sup (revidierte Romanisierung: Seo Bok-seob) das Hapki Yu Kwon Sul Dojang. Suh Bok-sup behauptet, dass er und Choi 1959 den Begriff Hapkido als Kurzform von Hapki Yu Kwon Sul geprägt haben und Choi selbst sagte, dass er seine Kunst als Hapkido bezeichnet habe.
Einer der ersten Schüler Chois wurde ab 1953 Ji Han-jae (geboren 1936), der für die Entwicklung, Geschichte und Verbreitung des Hapkido sehr wichtig werden sollte.

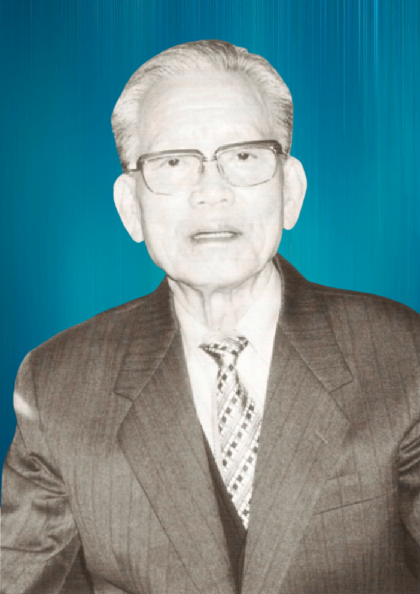
Chang in Mok (1960)

Großpatriarch Jang In Mok (geboren 1912) aus der Stadt Taegue, der auch unter Takeda Sokaku trainierte und 1945 wie Großpatriarch Choi Yong-Sul in die Stadt Taegue in Korea zurückkehrte. Er war Arzt der orientalischen Medizin und lehrte sein Aikijitsu als Hapkido. Jang-in Mok lernte das Dae Dong Ryu Yu Sul Hapkido von seinem Lehrer Masuta Yutaka und seinem Lehrer Taketda Sokaku in Japan. Im Gegensatz zu Choi Yong-Sul, trainierte Jang In Mok nur wenige Schüler. Nennenswerte Schüler waren Han-young Choi, Jang Seeung Ho, Song Joon Hwi, Hu Il Wong (Lehrer von Peter und Joseph Kim), and Song Il Hun.

### Weiterentwicklung des Hapkido
Ji Han-jae gründete zunächst 1956 in Daegu die Schule An Moo Kwan (revidierte Romanisierung: „Anmu-Gwan“) und ein Jahr später in Seoul das Sung Moo Kwan (revidierte Romanisierung: „Seongmu-Gwan“). Kwan bedeutet so viel wie „Schule“, kann aber auch für „Verband“ oder „Stil“ stehen. Er hatte in den folgenden Jahren zahlreiche Schüler, die teilweise eigene Stile gründeten. Auch als Schauspieler in mehreren Kinofilmen erlangte er weltweite Bekanntheit, unter anderem durch eine lange Kampfszene mit Bruce Lee in dessen Film „Mein letzter Kampf“.
Es ist nicht nur Jis technischem Können und seinen Innovationen zu verdanken, dass Hapkido zunächst innerhalb Koreas und später international bekannt wurde. Er diente ab 1962 als Bodyguard von Präsident Park Chung-hee und wurde schließlich leitender Hapkido-Trainer seiner Sicherheitskräfte. Außerdem unterrichtete er die koreanische Polizei, koreanische Spezialeinheiten und an der Militärakademie. Als Folge davon verfügte er über gute politische Verbindungen, die er nutzte, um Hapkido zu verbreiten.
Namhafte Schüler von Ji Han-jae waren unter anderem Myeong Jae-nam, Kim Sou-bong, Kwon Tae-man, Yoo Young-woo, Oh Se-lim, Hwang Deok-kyoo, Kim Yong-jin und Jeong Won-seon.
Ein weiterer Schüler Choi Yong-suls in Daegu war Kim Moo-hong (Hangeul: 김무홍, Revidierte Romanisierung: Kim Mu-hong. Sein Name wird mit vielen anderen unregelmäßigen Schreibungen romanisiert: Kim Moo-hyun, Kim Mu-hyun, Kim Mu-wung, Kim Moo-woong, Kim Moo-moong.) Kim Moo-hong war ein Spezialist für Fußtechniken, die er in einem Seouler Tempel perfektioniert haben soll. Der Name des Tempels, seine dortigen Lehrer und die Kampfkunst, aus der diese Tritte stammen sollen, sind unbekannt. Da in den traditionellen japanischen Kampfkünsten meist weniger Fußtechniken benutzt werden als in den traditionellen koreanischen, etwa dem Taekkyon, lehrte Choi Yong-sul vergleichsweise wenige Fußtechniken.
Als Kim Moo-hong 1961 acht Monate im Sung Moo Kwan von Ji Han-jae verbrachte, entwickelte er mit ihm jenes Fußtechnikrepertoir, das heute in den meisten Hapkido-Stilen gelehrt wird. Aus diesem Grund enthält das moderne Hapkido wesentlich mehr Tritte als der ursprüngliche Stil Choi Yong-suls (siehe Kapitel Hapkiyusul). Erst durch den Einfluss von Ji Han-jae und Kim Moo-hong entstand also eine neue koreanische Kampfkunst, die sich wesentlich vom japanischen Daitō-ryū Aiki-jūjutsu unterscheidet. 1961 gründete Kim Moo-hong im Seouler Bezirk Jong Myo das Sin Moo Kwan Hapkido Dojang (kurz Sin Moo Kwan). Dort wurde Suh In-Hyuk, einer der späteren Gründer des Kuk Sool Won, sein Schüler.

### Entstehung weiterer Hapkido-Stile
Die ursprüngliche Kampfkunst von Choi Yong-sul unterschied sich also – wenn überhaupt – nur gering vom Daito-Ryu. Sie wurde durch Ji Han-jae und Kim Moo-hong „koreanisiert“. Hierdurch entstanden zwei Hauptlinien des Hapkido: Die eine geht auf Choi zurück, die andere auf Ji. Seit den späten 1950er machten sich viele Schüler von Choi Yong-sul und Ji Han-jae mit eigenen Schulen selbständig. Viele der Schulen unterschieden sich nur wenig voneinander und heute noch gibt es viele Stile, die sich sehr ähneln.
Seit den 1960er Jahren entwickelten sich bedeutende Stile, die deutlich voneinander abgrenzbar sind. Die wichtigsten dieser Stile sind im Kapitel Stile beschrieben.

### Einfluss auf das Taekwondo
Hapkido entlehnte nicht nur Techniken aus dem Taekwondo, es beeinflusste diese Kampfkunst auch seinerseits. In der kanadischen Stadt Toronto kam es 1972 zu einem Aufeinandertreffen der beiden Kampfkünste, das großen Einfluss auf das Taekwondo haben sollte. Einer der Schüler von Choi Yong-sul war Chung Ki-tae (auch Chung Kee-tae geschrieben), der 1939 in Daegu geboren wurde. 1955, im Alter von 16 Jahren, erhielt er seinen 1. Dan im Taekwondo. 1956 begann er mit seinem Hapkido-Unterricht. Chung emigrierte später nach Toronto, Kanada, wohin 1972 auch der Taekwondo-Pionier Choi Hong-hi auswanderte.
Im gleichen Jahr wollte ein Schüler von Choi Hong-hi, Park Jung-soo, nach Toronto ziehen. Choi forderte daraufhin Chung auf, Toronto zu verlassen, da er die Stadt für seinen Schüler Park haben wollte. Es kam daraufhin zu einem Treffen zwischen Choi und Chung, bei dem Chung verschiedene Hapkido-Techniken zeigte. Die beiden Männer trafen daraufhin eine Abmachung: Choi Hong-hi durfte diese Techniken in der neuen Auflage seines Buches Taekwon-Do, die koreanische Kunst der Selbstverteidigung abdrucken. Im Gegenzug erklärte er Chung zu „einem guten Taekwondo-Mann“ und sagte ihm, er könne überall leben, wo er wolle. Das entsprechende Kapitel in Choi Hong-his Buch („Siebter Teil — Selbstverteidigungstechniken (hosin sul)“) enthält Fotos von Chung und beginnt mit dem Satz:

„Diese Techniken sind nicht nur die interessantesten, sondern auch die fortgeschrittensten Taekwon-Do-Techniken.“

Chung Ki-tae blieb in Toronto und arbeitete in der folgenden Zeit weiterhin mit der International Taekwon-Do Federation von Choi Hong-hi zusammen.

### Koreanische Lehrer in Deutschland

#### Kim Sou-bong
Kim Sou-bong (9. Dan, gestorben 2011) war Schüler der Dae Han Hapkido Schule von Ji Han-jae. Er kam 1964 nach Deutschland und wurde hier einer der ersten Hapkido-Lehrer. Er unterrichtete für ein Jahr in Dortmund und Umgebung, um 1965 nach Amerika zu gehen und 1968 nach Deutschland (Mülheim/Ruhr) zurückzukehren. Er hat viele Hapkido-Schwarzgurte der ersten Generation, in Deutschland sowie in den angrenzenden deutschsprachigen Ländern, beeinflusst. Meister Kim unterrichtete über Jahrzehnte Hapkido mit Schwerpunkten im Ruhrgebiet sowie im Rhein-Main-Gebiet. Auch in Österreich gehen die meisten Hapkido-Schulen auf ihn zurück. Sein erster Hapkido-Lehrgang dort fand 1974 statt. Sein System, das Hapkido – Lehrsystem Kim Sou-bong, wird noch heute gelehrt.

#### Pak In-shuk
Pak In-shuk (1938–1995) kam 1964 als Bergarbeiter ins Ruhrgebiet. Zu diesem Zeitpunkt trug er den vierten Dan im Kuk Sool Won Hapkido. Er schloss sich der Trainingsgruppe um Kim Sou-bong an, verließ diese jedoch aufgrund von Unstimmigkeiten. Im Gegensatz zu Kim Sou-bong lernte Pak zunächst bei Choi Yong-sul und eröffnete bereits 1956 seine eigene Schule in Busan. Wenig später wechselte er zum Kuk Sool Won. Als Kim Sou-bong 1965 in die USA emigrierte, übernahm Pak das regelmäßige Training in Deutschland. Damit prägte er das Hapkido im Nordrhein-Westfälischen Hapkido-Verband entscheidend. 1967 verließ Pak Deutschland und zog nach Kanada, wo er mehrere Kuk-Sool-Won-Schulen aufbaute. Dort entwickelte er sein eigenes Systems, das den Namen Kong Shin Bup Hapkido trug und im Wesentlichen auf den Kuk-Sool-Won-Lehrplänen beruhte.
Karl-Heinz Kickuth (gestorben 2003), der hochrangigste deutsche Schüler Paks, übernahm nach dessen Abkehr aus Deutschland das Training und wurde selbst von den Kuk-Sool-Won-Lehrern Hong Ki-bok und Oh Kun-kyo unterrichtet. 1973 wurde Kickuth mit dem 4. Dan ausgezeichnet. Später, 1984, kam Pak In-shyuk erneut nach Deutschland und verlieh Kickuth als Anerkennung für die Verdienste um das deutsche Hapkido den 7. Dan im Kong Shin Bup. Eine Etablierung seines Systems in Deutschland erreichte Pak jedoch nicht, so dass Kong Shin Bup heute vor allem in Nordamerika bekannt ist und dort von Rudy W. Timmerman geführt wird. Timmerman wurde noch zu Lebzeiten Paks zum Erben dieses System ernannt, während Pak einen neuen Stil entwickelte. Da Pak 1995 jedoch unerwartet an Herzversagen verstarb, blieb seine Neuentwicklung Tae Keuk Do weitestgehend unbekannt.

#### Ko Myong
Ko Myong (geboren 1953) lebt seit 1978 in Europa. Er begann 1983 damit, Kung Jung Mu Sul Hapkido in Deutschland zu unterrichten. Seit 1993 nennt er seinen Stil Shinson Hapkido. Er hat viele Hapkido-Schüler ausgebildet und so seinen Stil in Deutschland recht weit verbreitet. Auch in Belgien, in der Schweiz und in Dänemark lehren Schüler von ihm.
Typische Merkmale des Shinson Hapkido sind recht große, weite Bewegungen, Tier-Hyeong sowie Hand-Hyeong (Hyeong sind festgelegte Bewegungsfolgen ohne Partner, siehe Kapitel Hyeong). Außerdem legt Meister Ko viel Wert auf ein gemeinschaftliches Miteinander der Trainierenden.

#### Weitere koreanische Meister
Meister Song Il-hak wohnte und lehrte seit 1970 in Offenbach. Zuerst gemeinsam mit Meister Kim Sou-bong, später trennten sich die beiden und jeder unterrichtete seinen Stil.
Yoo Kyung-soon (1946–1989) lehrte von 1973 bis 1989 in Kassel. Daraus ging unter anderem eine Hapkido-Schule in Hamburg hervor. Die Kasseler Schule wird von Meister Choi Kil-bong (geboren 1962) seit 1990 weitergeführt. Er gewann Schulen in Frankfurt und Weiskirchen sowie in anderen europäischen Ländern für sein Hapkido. Das Daehanminguk Hapkido legt neben den klassischen Wurf- und Hebeltechniken im Training großen Wert auf Tritte und Schläge. Die werden recht intensiv unterrichtet. Die Techniken sind dynamisch und gehen in der Bewegungsausführung mit dem Laufe des Trainings in immer kleinere Bewegungen über.

## Inhalte

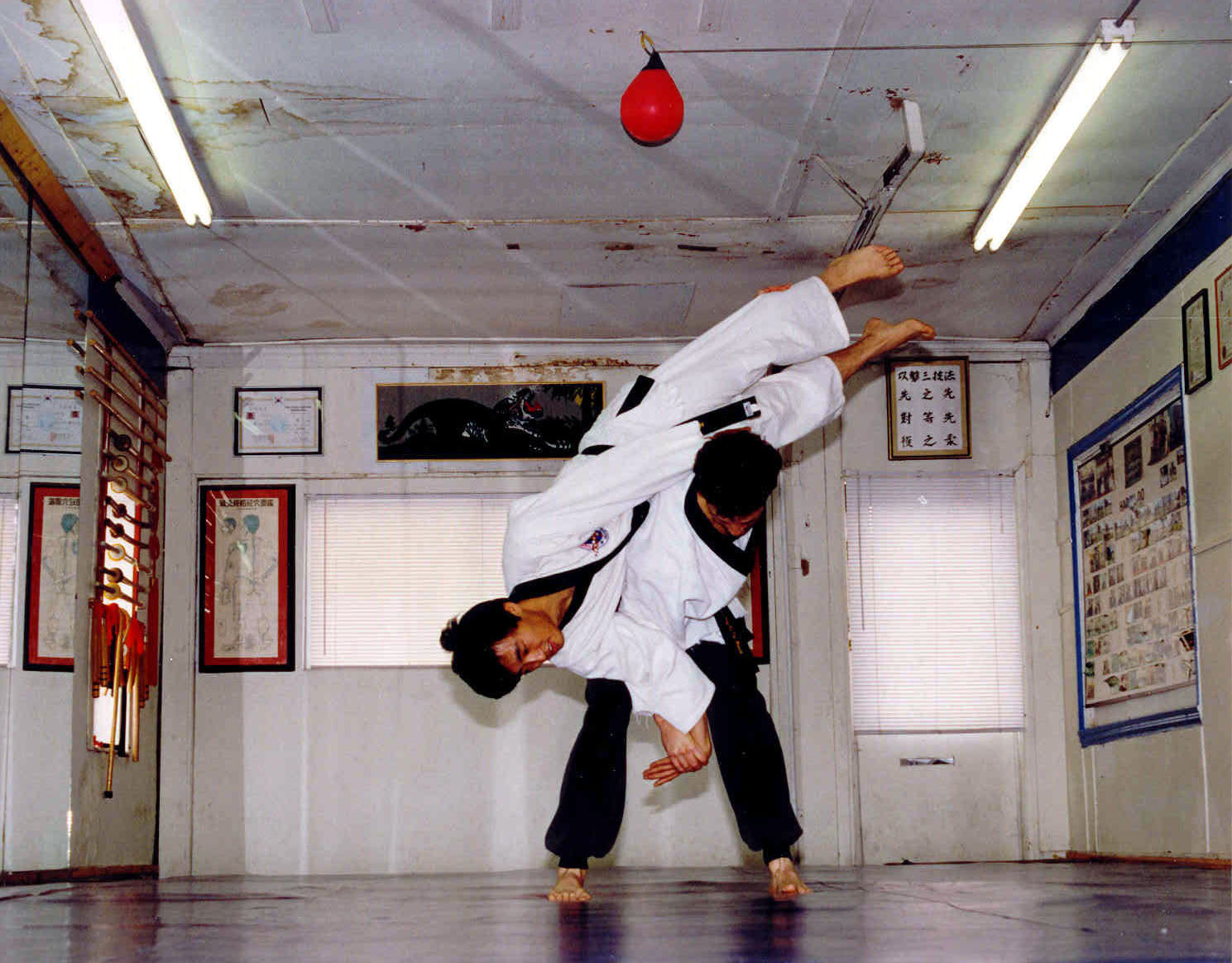
Hapkido-Schüler üben Würfe und Halten im Dojang.

### Hosin-sul
Trotz der Vielzahl an Hapkido-Stilrichtungen finden sich übergreifende Gemeinsamkeiten. So ist Hapkido als Kampfkunst konzipiert, die den Fokus auf Verteidigungstechniken („Hoshin-sul“) legt. Diese Techniken lehren, meist als Abwehrreaktion auf eine Vielzahl stilisierter Angriffe, zunächst die Hapkido-Prinzipien und schulen die Anwendung und das Zusammenspiel von Hebeltechniken, Würfen, Feger, Schlägen, Stößen und Fußtritten. Fortgeschrittene Hapkidoin wenden darüber hinaus Waffentechniken an und erlernen die freie, intuitive Anwendung dieser Techniken.

### Gibon-sul
Grundtechniken („Gibon-sul“) dienen vor allem der Konditionierung von technischen und konditionellen Fertigkeiten, die bereits für den Bereich Hosin-sul unerlässlich sind und gewährleisten, dass auch anspruchsvolle Übungen ohne Eigen- und Partnergefährdung trainiert werden können. Grundtechniken können durch isolierte (Partner-)Übungen, aber auch mittels komplexer Bewegungsformen („Hyeong“) geschult werden.
Es werden Techniken aus den folgenden Bereichen gelehrt (Die Begrifflichkeiten können stilabhängig voneinander abweichen):

#### Atemtechniken (Ho Heup Beop)
- Atemtechniken werden im Rahmen des Aufwärmtrainings zunächst bewusst und isoliert geübt. Sie sollen beispielsweise die körperliche Leistung steigern, die Konzentration fördern und Kräfte fokussieren.

#### Fallschule (Nakbeop)
- Die Fallschule ist Grundvoraussetzung für das gefahrlose Üben von Wurftechniken und begleitet den Hapkidoin von Anfang an. Neben Rollen werden vor allem Falltechniken und Stürze geübt. Geübte Hapkidoin trainieren zusätzlich Fallschultechniken über Hindernisse.

#### Fausttechniken (Gwon Sul)
- Fausttechniken werden isoliert an Schlagpolstern, am Partner und im Freikampf trainiert. Sie können als Gerade, Schwinger, Haken oder Stoß eingesetzt werden.

#### Andere Handtechniken (Su Gisul)
- Die Trainingsmethodik von Handtechniken gleicht der von Fausttechniken. Handtechniken ermöglichen differenzierte Angriffe von körperlichen Schwachpunkten. Stilübergreifend werden unter anderem Handkanten- und Unterarmschläge, Handballenstöße, Handrückschläge und Ellenbogentechniken sowie Fingerstiche gelehrt. Zu den Handtechniken können auch Abwehrbewegungen zählen. Nach den Hapkido-Prinzipien werden Angriffe meist weich abgeleitet oder weitergeführt, statt hart geblockt zu werden.

#### Fußtritte (Bal Chagi) und Fußtechniken (Chok Sul)
- Fußtritte können im Stand, am Boden oder im Sprung ausgeführt werden. In den meisten Stilen werden zusätzlich Tritte zum Kopf und gedrehte Varianten geübt. Fußtritte haben im Hapkido, wie in anderen koreanischen Kampfkünsten, einen hohen Stellenwert.

#### Hebel (Kkyeok Gi)
- Hebeltechniken bergen ein hohes Verletzungsrisiko und werden daher zunächst in einfachen Partnerübungen trainiert. Hebeltechniken sind ein wesentliches Merkmal im Hapkido. Typisch sind beispielsweise Hand- und Armhebel, Beinhebel aber auch Genickhebel.

#### Würfe (Deonjigi)
- Würfe sind ebenfalls ein wichtiger Bestandteil im Hapkido. Eine Vielzahl von Würfen wird über das Hebeln von Gelenken initiiert. Auch Hüft- und Schulterwürfe sowie Beinfeger sind regelmäßiger Trainingsschwerpunkt.

#### Waffentechniken (Mugi Sul)
In einigen Stilen kommen Waffentechniken hinzu, die häufig mittels Bewegungsformen vermittelt werden und von fortgeschrittenen Schülern für das Training der Hosin-sul genutzt werden:
- Kurzstock (Danbong, 단봉, üblicherweise circa 30–40 cm)
- mittellanger Stock (Jungbong, 중봉, üblicherweise 0,80–1,20 m)
- Langstock (Jangbong, 장봉, üblicherweise circa 1,60–2,00 m)
- Spazierstock (Nibong, 니봉 oder Jipangi 지팡이)
- Schwert (Geom, 검)
- Fächer (Buchae, 부채)
- Fesseltechniken (Pobak Sul) mit Gürtel (Tti) oder Seil.
- Messer (Kal, 칼)

### Hyeong

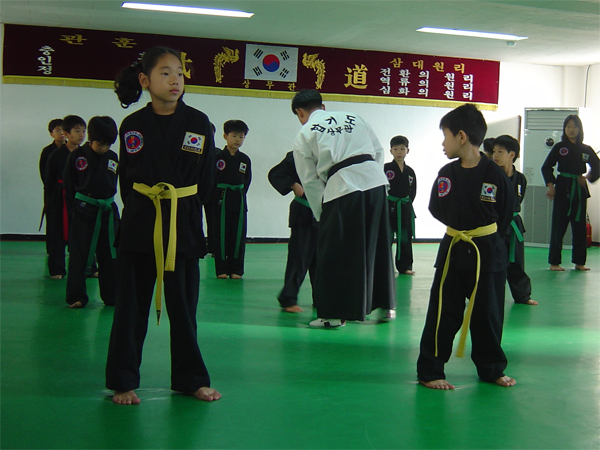
Kindertraining in Südkorea

Formen („Hyeong“) sind, anders als beispielsweise im Taekwondo, kein originärer Bestandteil des Hapkido. Stilrichtungen und Organisationen, die sich direkt auf Choi Yong-sul (Hapkiyusul) oder Ji Han-jae (Sin Moo) berufen (z. B. Jung Ki Kwan, Jin Jung Kwan und Hapkidowon) lehren häufig keine klassischen Formen.
Dagegen unterrichten Stile, die in der Tradition der Brüder Suh In-hyuk (Kuk Sool Won) und Seo In-sun (Hanminjok) stehen, meist auch Formen (z. B. Hanmudo, Mu Sool Won, Kong Shin Bup).

### Daeryeon
Der Freikampf („Daeryeon“, oft auch Taeryon geschrieben) im Hapkido ist in den meisten Stilen Trainings- und Prüfungsbestandteil sowie gegebenenfalls eine Wettkampfdisziplin. Ein einheitliches Regelwerk gibt es aufgrund der vielen Verbände nicht. Der Einsatz von Schlägen und Tritten ist jedoch obligatorisch. In vielen Stilen sind weiterhin Würfe, Feger und mitunter Bodenkampf inklusive Hebeltechniken erlaubt. Die Kontakthärte und das Ausmaß der Schutzausrüstung variieren ebenso wie die Siegbedingungen.

### Gyeokpa
Beim Bruchtest („Gyeokpa“) soll die Funktionalität eines Schlags oder Tritts unter Beweis gestellt werden. Bruchtests werden aufgrund des hohen Materialverbrauchs (z. B. Fichtenholz, Ziegelsteine, Dachziegel, Flusskiesel) nicht im regelmäßigen Training ausgeführt, sondern auf Vorführungen als Show-Element oder als Einzelwettbewerb auf Turnieren.

### Si-hap
Generell nimmt der Wettkampf („Si-hap“) im Hapkido eine untergeordnete Rolle ein. Einige der größeren Verbände richten jedoch regelmäßig Turniere aus, die häufig offen für alle Hapkido-Stilrichtungen sind. Charakterisierende Disziplinen sind:
- Freikampf
- Technik (Verteidigungstechniken, Tritte, Fallschule)
- Formen
- Bruchtests
- Show

## Graduierungssystem
In den meisten Graduierungssystemen des Hapkido gibt es neun Kup- und zehn Dan-Grade. Dies unterscheidet sich von Stil zu Stil. So enthält das Graduierungssystem des Hankido zum Beispiel zwölf Kup-Grade.
Meister werden im Hapkido meist Sabeom(-nim)(사범(님), 師範(任) „Meister“) genannt. Der Leiter einer Schule heißt Gwanjang(-nim)(관장(님), 館長(任), „Vorsteher“, siehe auch unter Kwan). Daneben gibt es die Bezeichnungen Chong-Gwanjang(-nim)(Großmeister), Gyosa(-nim)(Assistent des Lehrers, meist ab 1. Dan) und weitere.
Der Leiter eines Stils wird Doju(-nim)(도주(님), 道主(任)) genannt. Die wörtliche Übersetzung ist „Meister (Ju) des Weges (Do)“, im übertragenen Sinne wird es mit „Bewahrer des Weges“ übersetzt. Diese Bezeichnung wird vor allem in den Stilen, die direkt auf Choi Yong-sul und Ji Han-jae zurückgehen, verwendet.

## Stile

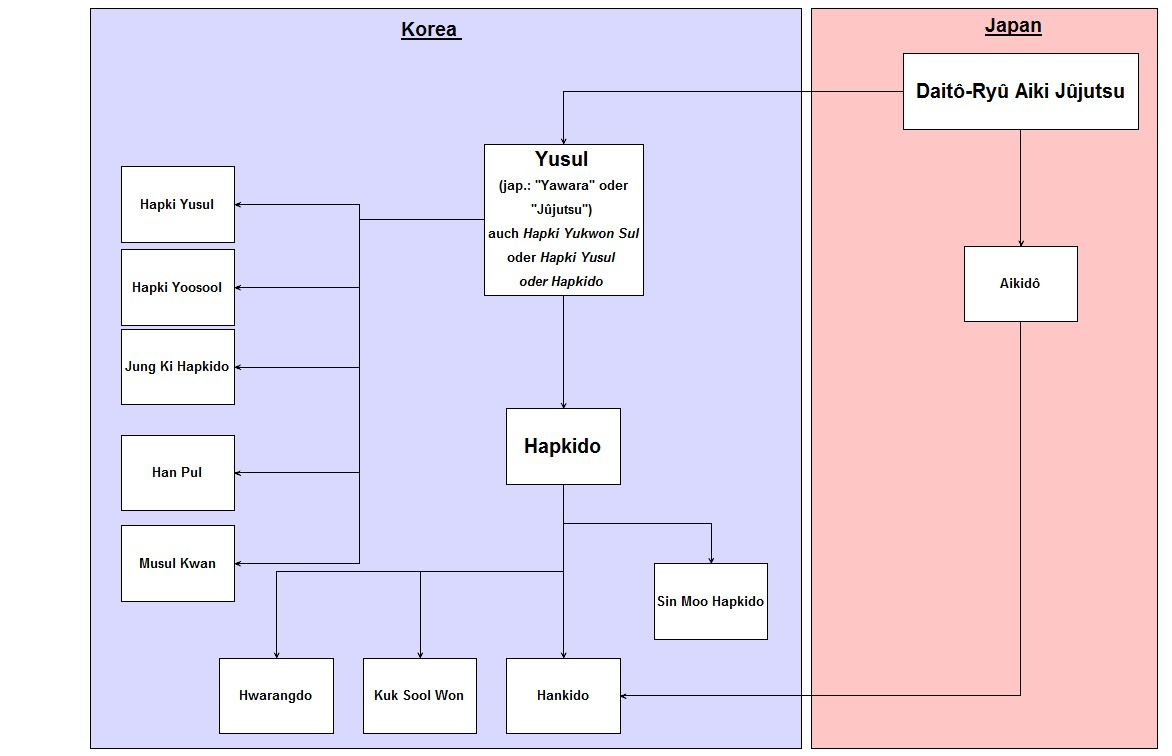
Einige der Stile, die vom Daito Ryu Aiki Jujutsu abstammen.

Es existieren verschiedene Hapkido-Stile, welche sich in ihrer Philosophie und Technik unterscheiden. In den meisten Stilen wird der kämpferische Aspekt der Selbstverteidigung als wichtig erachtet. Es gibt aber auch Stilrichtungen, in denen das Miteinander in der Gemeinschaft im Vordergrund steht.

### Historisch relevante Stile

#### Chun Ki Do
Der Hapkido Stil Chun Ki Do wurde von Großmeister Han-Young Choi entwickelt. Er war der erste Schüler von Chang In Mok’s Dae Dong Ryu Yu Sul System in Seoul. Choi, Han Young war auch ein Pionier des Taekwondo Han-Moo-Kwan-Systems (en). Er war Inhaber des 9. Dan Han Moo Kwan. Nachdem Choi drei Jahre lang bei Chang In Mok studiert hatte, zog er nach Seoul und begann, Dae Dong Ryu Yu Sul zu unterrichten. Er schloss sich der Kuk Sool Organisation an und unterrichtete Dae Dong Ryu Sul unter dem Namen Kuk Sool. Großmeister Han-Young Choi lernte Taekwondo Mudokwon (en) unter Großmeister Hwang Ki und war auch ein Top-Schüler und Pionier von Taekwondo in Korea. Einer seiner besten Freunde war [2] Suh In Hyuk's älterer Bruder und er bat Choi, bei der Verbreitung von Kuk Sool Won (en) in Seoul zu helfen. Er gehörte auch der Daehan Hapkido Association (en) an. 1972 wanderte Choi Han Young in die Vereinigten Staaten aus und zog nach El Paso, Texas. Er hat sein eigenes System geschaffen, Choi’s Martial Art genannt und später in den 90er Jahren in Chun Ki (Himmlische Kraft) umbenannt. Es war sein Ehrgeiz, das Do zu erwerben, damit Chun Ki Do als neuer Stil akzeptiert wird und er den Status zehnten Dan Grades erreicht. Ziel des Großmeisters war es, seine eigene Kampfkunst zu entwickeln, um den 10. Dan zu erreichen. So wurde das Chun Ki geboren. Es brauchte viel Zeit und viel Arbeit, um das lang ersehnte Do hinzuzufügen, und Chun Ki Do erlangte letztendlich die weltweite Anerkennung in der true line Hapkido als neuer Stil in der vielfältigen Hapkido - Welt. Großmeister Han-Young Choi wurde der Titel des Patriarchen verliehen, dem Gründer von Chun Ki Do Hapkido.

#### Jung Ki Hapkido
1974 eröffnete Lim Hyun-soo die Schule Jung Ki Kwan, wovon sich die Stilbezeichnung Jung Ki Hapkido ableitet. 1976 schloss Choi Yong-sul sein Dojang und unterrichtete für den Rest seines Lebens im Jung Ki Kwan. Lim wurde als einer von nur vier Schülern durch Choi mit den neunten Dan ausgezeichnet.
Jung Ki Hapkido wird bis heute nach der Absicht Choi Yong-suls unterrichtet, eine effektive und konsequente Selbstverteidigungsmethode zu lehren. So werden beispielsweise Arme und Schienbeine gezielt abgehärtet, um den Körper zu konditionieren. Weiterhin wird betont, dass eine anwendbare Verteidigung nicht durch die Anzahl von Techniken bestimmt wird. Akrobatische Sprünge werden abgelehnt. Es werden keine sportlichen Wettkämpfe ausgerichtet.

#### Hapkiyusul
Im Hapkiyusul wird das Hapkido von Choi Yong-sul weitergetragen. Es kann daher als der ursprünglichste Hapkido-Stil angesehen werden.
Der Stil erhielt durch die Initiative von Kim Yun-sang (김윤상, geboren 1934) im Jahr 1987 den Namen Hapkiyusul, ein Jahr nach Chois Tod. Kim ist einer der vier Schüler, die von Choi Yong-sul den 9. Dan erhielten. Er hatte bereits den 5. Dan in der Organisation von Ji Han-jae, als er 1973 bei Choi trainieren wollte. Zum Training bei Choi wurde er erst zugelassen, nachdem er seine Dangrade ablegte und zunächst den weißen Gürtel trug. Den 9. Dan erhielt er 1984. Erst 2002 wurde ihm der Status des dritten Dojunim von Chois Familie verliehen.
Kim grenzt mit der Bezeichnung Hapkiyusul die Lehre Choi Yong-suls von der des „Mainstream-Hapkido“ ab und gibt sie seitdem unverändert an seine Schüler weiter.
Für das Versprechen, die Techniken und Prinzipien unverändert weiter zu tragen, erhielt er von Choi die Autorisierung, dessen Namen in die Schulbezeichnung aufzunehmen. Es wurde der erste Bestandteil von Chois Vorname (Yong) integriert, die Schule heißt daher Yong Sul Kwan.
Alle gelehrten Techniken werden mit dem Hinweis weitergegeben, dass sie reines Daito-Ryu Aikijūjutsu darstellen. Von dementsprechend hoher Bedeutung ist der Einsatz des Prinzips Hapki (japanisch Aiki).
Im Gegensatz zu anderen Hapkido-Stilen spielen hohe Tritte nur eine sehr untergeordnete Rolle. Angriffsziele von Fußtechniken sind daher zumeist die Beine und vitale Punkte des unteren Rumpfes.

#### Sin Moo Kwan
Die Schule Sin Moo Kwan (신무관, 新武館) wurde im Jahr 1961 von Kim Moo-hong, einem Schüler Choi Yong-suls und Ji Han-haes (siehe Kapitel Weiterentwicklung des Hapkido), gegründet. Manchmal wird als Bezeichnung auch Sin Moo Kwan Hapkido Dojang angegeben. Das Sin in Sin Moo Kwan bedeutet „neu“ und ist nicht mit dem Sin in Sin Moo Hapkido zu verwechseln, welches „Geist“ bedeutet. Suh In-Hyuk, der später das Kuk Sool Won gründete, war ein Schüler von Kim Moo-hong im Sin Moo Kwan.

#### Sin Moo Hapkido
Sin Moo Hapkido (신무, 神武, deutsch etwa „Geistige Kampfkunst des Hapkido“) ist seit 1984 die Bezeichnung des Hapkido-Stils von Ji Han-jae.
Ji begann 1949, im Alter von 13 Jahren, das Training unter Choi Yong-sul und war chronologisch betrachtet der 14. Schüler, der eine Dangraduierung unter Choi erreichte. Bis 1956 war Ji ein direkter Schüler von Choi und Träger des 3. Dans. Den Umgang mit verschiedenen Waffen, indige koreanische Fußtritte und die Entwicklung des Ki lernte Ji nach eigenen Angaben jedoch bei einem Mann, den er „Taoist Lee“ nennt. Ki ist in Jis Verständnis nichts anderes als Adrenalin, das körperliche, geistige und heilende Stärke entwickelt. Bei einer Frau, die er „Großmutter“ nannte, erlernte Ji die taoistische Meditation.
Meister Ji benannte seinen Stil mehrfach um; sein erstes Dojang wurde 1956 unter dem Namen An Moo Kwan gegründet. Gemeinsam mit Kim Moo-hong formte er in den kommenden Jahren viele der heute im Hapkido verbreiteten Fußtritte. Ji gibt weiterhin an, Kurz- und Langstocktechniken sowie die Spazierstocktechniken in das Hapkido eingebracht zu haben. Er prägte und verbreitete die Bezeichnung „Hapkido“ an sich.

#### Kuk Sool Won
Kuk Sool Won wurde nach unterschiedlichen Aussagen entweder 1958 von Suh In-hyuk (auch Seo In-hyeok) oder 1961 von seinem Bruder Seo In-sun (auch Suh In-sun) gegründet. Hochrangige Danträger verließen die World Kuk Sool Association von Kuk Sa Nim Suh In-Hyuk und gründeten Abspaltungen. Eine dieser Abspaltungen ist die Mu Sool Won Association in Amerika, gegründet 2009 von Lee Byung-In, einem 9. Dan KSW. Das Lernsystem wurde exakt übernommen.

#### Hankido
Hankido (wörtlich „Koreanischer Weg des Ki“) wurde in den 1980er-Jahren von Myong Jae-nam (1938–1999) entwickelt. Da Myong zu den Pionieren des Hapkido gehörte, verbreitete sich sein Stil rasch. Er war seit 1958 ein Schüler von Ji Han-jae und gründete 1969 den Hanguk Hapgi Hwe („Koreanischer Hapki-Verband“), der bis 1973 existierte. Die Nachfolgeorganisation ist die International Hapkido Federation. Erstmals wurde Hankido 1990 bei den ersten International H.K.D Games in Seoul offiziell vorgestellt.
Hankido ist ein Stil, der unter allen Hapkido-Richtungen die größten Ähnlichkeiten zum Aikido aufweist. Myong knüpfte Kontakte mit dem Hauptquartier des japanischen Aikido-Verbandes und tauschte mit diesem Techniken aus, woraufhin er Präsident des koreanischen Zweiges der „World Aikido Federation“ wurde.
Die drei Prinzipien des Hankido sind Kreis (Won, 圓), Fluss (Yu, 流) und Harmonie (Hwa, 和). Es gibt 12 Basistechniken, die bis zum ersten Dan erlernt werden.
Myong hatte den 10. Dan und wird mit dem Titel Kuksanim bezeichnet.

#### Jin Jung Kwan
Der Stil Jin Jung Kwan wurde von Kim Myung-yong (geboren 1942) gegründet. Er begann 1959 sein Training im Sung Moo Kwan von Ji Han-jae und gründete 1967 seinen eigenen Stil. Meister Kim lebt und unterrichtet in Amerika. Meister Lee Chang-soo vertritt und lehrt den Jin-Jung-Kwan-Stil von Meister Kim in Korea und international.
Die Ausführung der Techniken ist relativ kurz und hart. Es werden dabei primär die Gelenke angegriffen. Sie werden in eine gestreckte oder angewinkelte Position gebracht und schlagartig belastet. Ziel ist es, den Angreifer direkt zu fixieren oder kampfunfähig zu machen. Auf Schönheit und Harmonie verzichtet der Stil bei seinen Hosin-sul-Techniken getreu dem Motto „no breaking – no Hapkido“.

#### Hwarangdo
Hwarangdo wurde von den Brüdern Lee Joo-bang und Lee Joo-sang gegründet, nachdem sie bei verschiedenen Hapkido-Meistern und nach eigenen Aussagen bei Lehrern anderer Kampfkünste gelernt hatten. 1962 gründete Lee Joo-bang in Seoul das Hwarang Kwan („Halle der Hwarang“).

#### Oh-Do-Kwan-Hapkido
Das Oh-Do-Kwan-Lehrsystem wurde 1986 von Klaus Schuhmacher entwickelt.

#### Progressive Hapkido
Progressive Hapkido ist ein modernes Selbstverteidigungssystem, das eine neue Lehrmethode ohne Dan-Grade benutzt. Es wurde 1997 von Klaus Schuhmacher als eine Alternative zu den üblichen Unterrichtsabläufen kreiert.

### In Deutschland trainierte Stile (alphabetisch)
- Chun Ki Do
- Combat Hapkido
- Daehanminguk Hapkido (Nachfolgeorganisation des Jin Jung Kwan in Deutschland)
- Do Am Hapkido
- Euljikwan Hapkido
- Hankido
- Hanminjok Hapkido
- Hapkido – Lehrsystem Kim Sou-bong
- Hapkimooyeh
- Hapkiyusul
- Hwal Moo Do
- Hwarangdo
- Ki Hapkido
- Jun Do
- Jun Tong Won
- Korea Kuk Sool Hapkido
- Kuk Sool Won
- Kum Kang Hapkido
- Moosul Kwan Hapkido
- Hapkido-Stil des Nordrhein-Westfälischen Hapkido-Verbands
- Shinson Hapkido
- Sigajeon Moosul
- Silent Stream Hapkido
- Sin Moo Hapkido
- Urban Combat Hapkido

## Verbände
Hapkido wird von verschiedenen Schulen, die ihrerseits in Verbänden zusammengeschlossen sind, angeboten. Kup- und Dangrade (Gürtelstufen), Techniken und Prüfungen sind von Schule zu Schule unterschiedlich. Die folgende Aufzählung von Verbänden ist nicht abschließend.

### Hapkido-Weltorganisationen
- Die The Korean Hapkido Federation (대한합기도협회 „Daehan Hapkido Hyop Hoe“) (KHF) wurde 1971 unter dem Namen „Korea Hapkido Association“ gegründet und heißt seit 1990 offiziell „Korean Hapkido Federation“. Die KHF ist von der südkoreanischen Regierung anerkannt und vermutlich der größte koreanische Hapkido-Verband. Der Präsident der KHF ist Meister Oh, Se Lim.
- Das Hapkidowon – World Hapkido Headquarters wurde vom Großmeister Hong-sik Myung (9. Dan) 1981 in Michigan, USA, gegründet.[25][26]
- Die World Kido Association („Ki Do Hae“) ist ein weiterer großer koreanischer Verband mit einem regionalen Schwerpunkt der Schulen im südlichen Teil Südkoreas.
- Die World Chun Ki Do Association wurde 1974 von Großmeister Han-young Choi (10.Dan) in El Paso, Texas gegründet. Großmeister Roman Nikolaus Urban gründete im Jahre 2012 die Chun Ki Do Association Africa und im Jahre 2013 die Chun Ki Do Association Europe.

### Internationale Verbände
- Die World HapKiDo Association wurde von Meister Choi Hui-son in den USA gegründet und versteht sich als internationaler Verband.
- Die World Hapkido Martial Arts Federation mit Sitz in Seoul (Korea).
- Die International Combat Hapkido Federation ist die größte nichtkoreanische Hapkido-Organisation weltweit. Sie wurde von John Pellegrini (9. Dan) gegründet. Zur Ausbildung und Qualifizierung werden regelmäßig in München und anderen Orten Seminare abgehalten.
- Die International Hapkido Cooperation ist ein Internationaler Verband in Europa und insbesondere in Deutschland, Österreich, den Niederlanden, Belgien und Italien vertreten. Sie richtet seit 1991 europäische Meisterschaften aus.
- Der Do Am Hapkido-Verband lizenziert die Verbreitung und den Unterricht des Hapkido im Namen Großmeister Bangs und setzt einheitliche und verbindliche Qualitätsstandards der Lehre und der Lehrer. Seine Mitglieder sind Personen und Vereine. Zur Ausbildung und weiteren Qualifizierung seiner Mitglieder veranstaltet er in Stuttgart regelmäßig Seminare.
- Die World Community Sin Moo Hapkido ist eine weltweite Vereinigung, gegründet von Dojunim Ji Han Jae zur Förderung und Unterstützung des Stiles Sin Moo Hapkido.
- Seit März 2010 organisieren sich die europäischen Hwal-Moo-Hapkido-Schulen in der European Hwal Moo Do Federation. Zuvor waren diese Schulen in der Korea Hwal Moo Do Association (gegründet als Korean Hwal Moo Hapkido Association). Diese Abspaltung geschah, um die übergreifende Organisation der Schulen im europäischen Raum zu vereinfachen. Es werden weiterhin sehr gute Beziehungen zum koreanischen Verband und dessen Großmeister Byeog-Tea Moon (9. Dan) gepflegt. Die European Hwal Moo Do Federation arbeitet seit 2012 unter der World Hwal Moo Do Federation, ebenfalls unter der Leitung von Großmeister Byeong-Tae Moon (9. Dan).
- Die International Jun Do Hapkido Federation ist ein noch junger Verband, der zur Zeit überwiegend in Deutschland und in Südkorea vertreten ist. Jun Do Hapkido ist ein modernes Selbstverteidigungssystem, das durch Cho Seong-Ha entwickelt und modifiziert wurde.
- Die International Shinson Hapkido Association, gegründet von Ko Myong, hat ihren Sitz in Darmstadt.
- Die Hanminjok Hapkido Federation mit Sitz in Seoul wurde im Jahr 2002 von Großmeister Seo In-sun gegründet. Sie ist stark mit der World Kido Federation verknüpft.
- Die Daehanminguk Hapkido Hyub Hwe (Daehanminguk Hapkido Federation) wurde 2011 in Korea gegründet. In Europa wird sie von der Daehanminguk Hapkido Europe vertreten.
- Die World Independent Hap-Ki-Do Federation wurde 1987 von Klaus Schuhmacher als internationaler, unabhängiger Dach- und Fachverband für alle Schul- bzw. Lehrrichtungen des Hap-Ki-Do gegründet.
- Die Urban Combat Hapkido Federation mit Sitz in Kristianstad/Schweden

### Deutsche Verbände
- Der Deutsche Hapkido Bund e. V. (DHB) versucht, alle Hapkido-Stile unter seinem Dach zu vereinen, um den Sport populärer zu machen. Für die Vereine, die an Turnieren interessiert sind, organisiert er alle zwei Jahre eine deutsche Hapkidomeisterschaft und zusätzlich viele Lehrgänge in ganz Deutschland. Der größte Mitglieds-Landesverband ist der Nordrhein-Westfälische Hapkido-Verband (NWHV) mit über 1300 Mitgliedern.
- Die Deutsche Hapkido Federation (DHF) wurde 1994 von Großmeister Josef Römers gegründet und organisiert den Stil Hankido. Sie ist als einziger Verband in die International H. K. D Federation, den Dachverband für Hankido mit Sitz in Südkorea, aufgenommen worden.[27]
- Die HKD-AKADEMIE-SEO & H.K.D. Germany Federation ist eine Bundesakademie koreanischer Kampfkünste und Lehrinstitut für Hankido, Hapkido und Hanguldo in Deutschland.[28]
- Deutsche Hapkido Union ist ein Zusammenschluss der Hapkido Organisationen von Großmeister Guido Böse, Meister Björn Wiegandt und Meister Jens Schimmel.

### Deutsche Werke
- Kim Sou Bong: Hapkido Grundlagen und Techniken koreanischer Selbstverteidigung. Falken-Verlag, Niedernhausen 1976, ISBN 978-3-8068-0379-2.
- Juerg Ziegler: Koreanisches fliegender Adler Hap Ki Do. Eigenverlag, Zuerich 1989, ISBN 3-909244-01-7.
- Gerhard Schöneberger, Hartmut G. Sparschuh: Hapkido Die hohe Kunst koreanischer Selbstverteidigung. Axel Schönberger Verlag, Frankfurt a. M. 1993, ISBN 3-927884-40-5.
- Ewald Pilz: Hap Ki Do Grundausbildung. Eigenverlag, Graz 1993, ISBN keine.
- Kim Sou Bong: Hap-Ki-Do Koreanische Selbstverteidigung nach dem Lehrsystem des Großmeisters. Falken-Verlag, Niedernhausen 1989, ISBN 978-3-8068-0379-2.
- Ko Myong: Shinson Hapkido, Bewegung für das Leben. Shinson-Hapkido-Association, Darmstadt 1994, ISBN 3-9804195-0-9.
- Christian Bülow: Hapkido: Die koreanische Kampfkunst. Books on Demand GmbH, Norderstedt 2004, ISBN 3-8334-0776-X.
- Detlef Klos: Hapkido: Koreanische Kunst der Selbstverteidigung. Pro Business, Berlin 2009, ISBN 978-3-86805-336-4.

### Englische Werke
- Bong Soo Han: HAPKIDO Korean Art of Self-Defense. Ohara Publications, USA 1974, ISBN 0-89750-011-3.
- Kwang-Sik Myung: Korean Hapkido: Ancient Art of Masters. Korea Textbook, Korea 1976.
- Kwang-Sik Myung: Hapkido Weapons: Vol. one. The Knife Techniques DAN KUM SUL. Sam Mun Printing, Korea 1988.
- Kwang-Sik Myung: Hapkido Weapons: Vol. two. The Cane Techniques JANG SUL. Sam Mun Printing, Korea 1988.
- Kwang-Sik Myung: Hapkido Weapons: Vol. three. The Forms Techniques HYONG SAE. Sam Mun Printing, Korea 1988.
- Kwang-Sik Myung: Hapkido: Special Self Protection Techniques. Seolim Publishing, Korea 1993, ISBN 89-7186-199-1.
- Robert K. Spear: HAPKIDO The Integrated Fighting Art. Unique Publications, USA 1988, ISBN 0-86568-079-5.
- Scott Shaw: HAPKIDO Korean Art of Self-Defense. Charles E. Tuttle, USA 1996, zweite Auflage 1998, ISBN 0-8048-2074-0.
- Hui Son Choe: Practical Hap Ki Do Textbook: The korean martial art of self defense. Hui Son Choe Publications, Seattle 1998, ISBN 0-9668254-1-1.
- Hui Son Choe: Ki-Bon-Gi-Sool: The korean martial art of self defense. Hui Son Choe Publications, Seattle 1998, ISBN 0-9668254-0-3.
- Marc Tedeschi: Hapkido: Traditions, Philosophy, Technique. Weatherhill Inc., Thrumbull (USA) 2000, ISBN 0-8348-0444-1.